# Ромео и Джульетта (фильм, 2013)
«Роме́о и Джулье́тта» (англ. Romeo and Juliet) — художественный фильм, поставленный итальянским режиссёром Карло Карлеи по мотивам одноимённой романтической трагедии Уильяма Шекспира. В главных ролях снялись Хейли Стейнфилд и Дуглас Бут.
Фильм вышел в 2013 году — в год 90-летия режиссёра Франко Дзеффирелли и 45-летия выхода на экраны его версии «Ромео и Джульетта» 1968 года.

## Сюжет
Ромео Монтекки и Джульетта Капулетти влюбляются друг в друга, но жестокая вражда между их семьями приводит это внезапно вспыхнувшее чувство к трагическому концу.

## В ролях
- Дуглас Бут — Ромео Монтекки[3]
- Хейли Стейнфилд — Джульетта Капулетти[4]
- Стеллан Скарсгард — принц Эскал
- Пол Джаматти — монах Лоренцо
- Кристиан Кук — Меркуцио[5]
- Эд Вествик — Тибальт[6]
- Коди Смит-МакФи — Бенволио Монтекки
- Том Уиздом — граф Парис[7]
- Лесли Мэнвилл — Кормилица
- Наташа Макэлхон — синьора Капулетти
- Дэмиэн Льюис — синьор Капулетти
- Томас Арана — синьор Монтекки
- Лаура Моранте — синьора Монтекки
- Клайв Ричи — Питер
- Симона Капаррини — посетительница Капулетти
- Антон Александр — Абрахам
- Марко Квалья — Фермер

## Производство
Приступая к работе над сценарием, Джулиан Феллоуз заметил, что со времён Дзеффирелли не было сделано ни одной по-настоящему классической экранизации пьесы для большого кино, и хотя появлялись удачные интерпретации сюжета, они уводили его от средневековых истоков, которые подразумевает шекспировская история. Феллоуз также сообщал о намерении создателей сделать фильм более доступным для современного поколения. В СМИ проект интерпретировался как «Ромео и Джульетта» для поколения «Сумерек». Однако фильм не стал точной экранизацией произведения Шекспира, поскольку оригинальный текст в нём был сокращён и частично отредактирован Джулианом Феллоузом, сделавшим также авторские вставки в сценарий.
В фильме упразднён персонаж Бальтазар (слуга Ромео), но его слова и действия включены в роль Бенволио (друга Ромео), которую исполнил 16-летний актёр Коди Смит-МакФи.
На пробы для роли Джульетты в новой экранизации приглашалась Индиа Айсли — 18-летняя дочь Оливии Хасси, сыгравшей Джульетту в фильме 1968 года, но она отказалась от прослушивания.
Поскольку на роль Джульетты была утверждена несовершеннолетняя актриса — 15-летняя Хейли Стейнфилд, Карлеи счёл нужным внести некоторые изменения в изначальный сценарий, рассчитанный на участие 22-летней Лили Коллинз, исключив из него все откровенные сцены, предполагающие обнажение героев. Роль Ромео сыграл 19-летний британец Дуглас Бут, который считает, что новая киноверсия получилась непохожей на фильм Дзеффирелли. На роль Джульетты также пробовались актрисы Дакота Фэннинг, Эмма Уотсон, Эмили Браунинг, Имоджен Путс, Шейлин Вудли и Эбби Корниш.
Режиссёр Карло Карлеи погрузил действие фильма в итальянскую среду, проведя натурные съёмки в Капрароле, Субиако, Мантуе и Вероне, а также в местности Вальполичелла. Некоторые сцены фильма были сняты в декорациях студии Чинечитта в Риме.
Оператором-постановщиком новой экранизации «Ромео и Джульетты» выступил Дэвид Таттерсолл, принимавший участие в создании таких фильмов, как «Звёздные войны», «Зелёная миля» и ряде других, художником-постановщиком — Тонино Дзера, художником по костюмам — Карло Поджоли.
Съёмки начались 3 февраля 2012 года в Италии.
Значительная часть материала фильма была отснята в холодный период года — в феврале и марте, хотя по Шекспиру все события развиваются в разгар лета — в конце июля.
Для сцены бала было привлечено множество профессиональных танцоров.
Сопродюсером фильма выступила обладательница трёх премий «Оскар», а также других престижных номинаций и наград, итальянская художница Милена Канонеро.

## Саундтрек
Музыкальное сопровождение к кинофильму было полностью создано польским композитором, номинантом премии «Золотой глобус» Абелем Коженёвским 
Трек-лист:
1. Juliet’s Dream
2. Forbidden Love
3. Queen Mab
4. The Cheek of Night
5. First Kiss
6. Trooping With Crows
7. A Thousand Times Good Night
8. Come, Gentle Night
9. Wedding Vows
10. Fortune’s Fool
11. From Ancient Grudge
12. Death is My Heir
13. Tempt Not a Desperate Man
14. The Crypt (Part 1)
15. The Crypt (Part 2)
16. Eternal Love